# John Gwyn Jeffreys
John Gwyn Jeffreys (Swansea, 18 januari 1809 – Kensington, 21 januari 1885) F.R.S., F.L.S., was een Britse concholoog en malacoloog.

## Leven
John Gwyn Jeffreys werd op 18 januari 1809 in Swansea geboren. Zijn vader overleed in 1815. Hij ging in Swansea naar de Bishop Gore School (Swansea grammar school). Toen hij zeventien jaar oud was ging hij in de leer bij een vooraanstaand juridisch adviseur in Swansea. In 1838 werd hij in Londen Master in Chancery.
Jeffreys werkte tot 1856 als juridisch adviseur in Swansea. In dat jaar verhuisde hij naar Londen om daar advocaat te worden. Hij had echter meer belangstelling voor de conchologie. Anders dan veel van zijn tijdgenoten legde hij niet alleen een grote schelpenverzameling aan, maar hij was ook geïnteresseerd in alle aspecten van de levende weekdieren. Al in 1828 presenteerde hij een overzicht van de Britse longslakken aan de Linnean Society, die het afdrukte in de Transactions.
In 1866 stopte Jeffreys met zijn werk als advocaat, waarna hij in Ware in Hertfordshire ging wonen. Vanaf dat moment besteedde hij veel van zijn tijd aan een al in 1861 begonnen serie expedities met het jacht Osprey, waarbij hij met behulp van een dreg levende organismen van de zeebodem naar boven haalde. Samen met andere marien biologen, onder wie Charles William Peach (1800-1886), Alfred Merle Norman (1831-1918), George Barlee (1794-1861) en Edward Waller (1803- 1873), dregde hij naar dieren op de bodem van de zeeën rond de Shetlandeilanden, het westen van Schotland, Het Kanaal en de Ierse Zee.
Naderhand was hij als wetenschappelijk leider betrokken bij de diepzee-expedities met de Porcupine (1869-70), de Valorous (naar Groenland, in 1875) en de Franse expeditie met de Travailleur (1880).
Op 21 juni 1840 trouwde hij in Llangennech (bij Llanelli in Carmarthenshire) met Ann Nevill. Ze kregen een zoon en vier dochters; de natuurkundige Henry Moseley was een kleinzoon van ze. Na de dood van zijn vrouw in 1881 verhuisde Jeffreys van Ware naar Kensington, waar hij op 24 januari 1885 plotseling overleed aan de gevolgen van een beroerte.
Zijn collectie schelpen werd te koop aangeboden aan het British Museum, maar dat vond de prijs te hoog. Daarop werd ze aangekocht door William Healey Dall (1845-1927) voor de Smithsonian Institution in Amerika. Een deel werd gedoneerd aan het National Museum of Natural History in Washington.
Jeffreys was sinds 2 april 1840 een Fellow of the Royal Society. Sinds 1830 was hij een Fellow of the Linnean Society, waarvan hij vele jaren penningmeester was. Die functie bekleedde hij ook bij de Geological Society. Hij was tevens lid van de British Association for the Advancement of Science.

## Werken
Jeffreys schreef een groot aantal boeken en artikelen over conchologie. Zijn belangrijkste werk is British Conchology, or an account of the Mollusca which now inhabit the British Isles and the surrounding seas (vijf delen, 1862 - 1865)
| 1830. | A Synopsis of the Testaceous Pneumonobranchous Mollusca of Great Britain. Transactions of the Linnean Society of London 16: 323-392; BHL                                                                                         |
| 1839. | A List of Marine Mollusca taken during a few days stay at Oban, in Argyleshire, in the Autumn of 1838. The Malacological and Conchological Magazine 2: 33-46; BHL                                                                |
| 1842. | Results of Deep Dredging. Annals and Magazine of Natural History 10: 237; BHL |
| 1847. | Descriptions and Notices of British Shells. Annals and Magazine of Natural History 19: 309-314; BHL |
| -     | Additional Notices of British Shells. Annals and Magazine of Natural History 20: 16-19; BHL |
| 1848. | On the recent species of Odostomia, a genus of Gasteropodous Mollusks inhabiting the seas of Great Britain and Ireland. Annals and Magazine of Natural History ser. 2, 2: 330-351; BHL                                           |
| -     | Notices of British Shells. Annals and Magazine of Natural History ser. 2, 2: 351; BHL |
| 1849. | Notice of some Mollusca recently taken by George Barlee. Annals and Magazine of Natural History ser. 2, 4: 299-300; BHL |
| 1850. | Supplementary Notes on British Odostomiae. Annals and Magazine of Natural History ser. 2, 5: 108-110; BHL |
| 1856. | On the Marine Testacea of the Piedmontese Coast. Annals and Magazine of Natural History ser. 2, 17: 155-188; BHL |
| -     | Note on the genus Scissurella. Annals and Magazine of Natural History ser. 2, 17: 319-322; BHL |
| 1858. | Gleanings in British Conchology. Annals and Magazine of Natural History ser. 3, 1: 39-48, pl. 2; BHL |
| -     | Gleanings in British Conchology. Annals and Magazine of Natural History ser. 3, 2: 117-133, pl. 5; BHL |
| 1859. | Further Gleanings in British Conchology. Annals and Magazine of Natural History ser. 3, 3: 30–43, 106–120, pl. 2; BHL, BHL |
| -     | Additional Gleanings in British Conchology. Annals and Magazine of Natural History ser. 3, 4: 189-201; BHL |
| 1860. | A Synoptical List of the British Species of Teredo with a Notice of the Exotic Species. Annals and Magazine of Natural History ser. 3, 6: 121-127; BHL                                                                           |
| -     | Sur le Mollusque désigné par MM. Forbes et Hanley sous le nom de Skenea nitidissima. Journal de Conchyliologie 8: 108-111; BHL                                                                                                   |
| 1861. | Report of the Results of Deep-sea Dredging in Zetland with a Notice of several Species of Mollusca new to science or to the British Isles. Annals and Magazine of Natural History ser. 3, 8: 297-299; BHL                        |
| 1862  | - 69. British Conchology, or an account of the Mollusca which now inhabit the British Iles and the surrounding seas. London, van Voorst                                                                                          |
|       | 1862. Vol. 1: i-cxiv, 1-341; BHL |
|       | 1864. Vol. 2: 1-479; De titelpagina geeft als datum 1863 maar het deel werd pas in 1864 gepubliceerd; BHL |
|       | 1865. Vol. 3: 1-394; BHL |
|       | 1867. Vol. 4: 1-487; BHL |
|       | 1869. Vol. 5: 1-259; BHL |
| 1866. | Description of a new species of Montacuta, Montacuta tumidula Jeffreys. Annals and Magazine of Natural History ser. 3, 18: 396-397; BHL                                                                                          |
| 1867. | Report on Dredging among the Hebrides. Reports of the British Association for the Advancement of Science 1866: 186-193; BHL |
| -     | Description of a new species of Rissoa from Madeira. Annals and Magazine of Natural History ser. 3, 19: 435; BHL |
| -     | Fourth Report on Dredging among the Shetland Isles. Annals and Magazine of Natural History ser. 3, 20: 247-255; BHL |
| 1869. | The Deep-sea Dredging Expedition in H.M.S. "Porcupine". Nature 1: 135-136; BHL |
| 1870. | Norwegian Mollusca. Annals and Magazine of Natural History ser. 4, 5: 438-448; BHL |
| -     | Mediterranean Mollusca. Annals and Magazine of Natural History ser. 4, 6: 65-86; BHL |
| -     | met W.B. Carpenter & C.W. Thompson. Preliminary Report of the Scientific Exploration of the Deep Sea in H.M. Surveying-vessel "Porcupine" during the Summer of 1869. Proceedings of the Royal Society of London 18: 397-492; BHL |
| 1872. | The Mollusca of Europe compared with those of Eastern North America. Annals and Magazine of Natural History ser. 4, 10: 237-247; BHL                                                                                             |
| 1874. | Some remarks on the Mollusca of the Mediterranean. Reports of the British Association for the Advancement of Science 1873: 111-116; BHL                                                                                          |
| 1875. | met A.M. Norman. Submarine-Cable Fauna. Annals and Magazine of Natural History ser. 4, 15: 169-176; BHL |
| 1876. | Preliminary Report of the Biological Results of a Cruise in H.M.S. "Valorous" to Davis Straits in 1875. Proceedings of the Royal Society of London 25: 177-237; BHL                                                              |
| -     | On some new and remarkable North-Atlantic Brachiopoda. Annals and Magazine of Natural History ser. 4, 18: 250–253; BHL |
| -     | New and peculiar Mollusca of the Pecten, Mytilus, and Arca Families, procured in the Valorous expedition. Annals and Magazine of Natural History ser. 4, 18: 424-436; BHL                                                        |
| -     | New and peculiar Mollusca of the Kellia, Lucina, Cyprina, and Corbula Families, procured in the "Valorous" expedition. Annals and Magazine of Natural History ser. 4, 18: 490-499; BHL                                           |
| 1877. | New and peculiar Mollusca of the order Solenoconchia, procured in the "Valorous" expedition. Annals and Magazine of Natural History ser. 4, 19: 153-158; BHL                                                                     |
| -     | New and peculiar Mollusca of the Patellidae and other families of Gastropoda, procured in the "Valorous" expedition. Annals and Magazine of Natural History ser. 4, 19: 231-243; BHL                                             |
| -     | New and peculiar Mollusca of the Eulimidae and other Families of Gastropoda, as well as of the Pteropoda, procured in the "Valorous" expedition. Annals and Magazine of Natural History ser. 4, 19: 317-339; BHL                 |
| 1878  | - 85. On the Mollusca procured during the H.M.S. "Lightning" and "Porcupine" expedition. Proceedings of the Zoological Society of London                                                                                         |
|       | 1878. Part 1. Proceedings 1878: 393-416, pl. 22-23; BHL, platen |
|       | 1879. Part 2. Proceedings 1879: 553-588, pl. 45-46; BHL, platen |
|       | 1881. Part 3. Proceedings 1881: 693-724, pl. 61; BHL, plaat |
|       | 1882. Part 4. Proceedings 1881: 922-952, pl. 70-71; BHL, platen |
|       | 1883. Part 5. Proceedings 1882: 656-687, pl. 49-50; BHL, platen |
|       | 1883. Part 6. Proceedings 1883: 88-115 pl. 19-20; BHL, platen |
|       | 1884. Part 7. Proceedings 1884: 111-149, pl. 9-10; BHL, platen |
|       | 1884. Part 8. Proceedings 1884: 341-372, pl. 26-28; BHL, platen |
|       | 1885. Part 9. Proceedings 1885: 27-63, pl. 4-6; BHL, platen |
| 1879. | Notes on Colonel Montagu’s collection of British Shells. Journal of Conchology 2: 1-4; BHL |
| 1880. | On a new Species of Chiton lately found on the British Coasts. Annals and Magazine of Natural History ser. 5, 6: 33-35; BHL |
| -     | The Deep-sea Mollusca of the Bay of Biscay. Annals and Magazine of Natural History ser. 5, 6: 315-319; BHL |
| -     | The French Deep-sea Exploration in the Bay of Biscay. Report of the British Association for the Advancement of Science 1880: 378-390; BHL                                                                                        |
| 1882. | Note on the Mollusca procured by the Italian Exploration of the Mediterranean in 1881. Annals and Magazine of Natural History ser. 5, 10: 27-35; BHL                                                                             |
| -     | Black Sea Mollusca. Annals and Magazine of Natural History ser. 5, 10: 425-427; BHL |
| 1883. | Mediterranean Mollusca (N° 3) and other Invertebrata. Annals and Magazine of Natural History ser. 5, 11: 393-401, pl. 16; BHL |
| -     | On the Mollusca procured during the cruise of H.M.S. Triton, between the Hebrides and Faeroes in 1882. Proceedings of the Zoological Society of London 1883: 389-399, pl. 44; BHL                                                |

- Bibsys: 11079397
- Bibliothèque nationale de France: cb12568965j (data)
- Gemeinsame Normdatei: 117614726
- International Standard Name Identifier: 0000 0000 8726 9563
- KulturNav: c4c8820b-f391-41fb-8992-ff7f887cc8a3
- Library of Congress Control Number: n85011467
- Nationale bibliotheek van Australië: 36018057
- Nationale Bibliotheek van Israël: 987007354433205171
- Nederlandse Thesaurus van Auteursnamen: 191459151
- Réseau des bibliothèques de Suisse occidentale: 02-A023114814
- SNAC: w6379dgt
- Système universitaire de documentation: 085860409
- Trove: 1187833
- Virtual International Authority File: 32115498
- WorldCat: E39PBJpJc88pYKbtRRbrpj8Bfq